# غلامعلی شهرکی
غلامعلی شهرکی(۳ فروردین ۱۳۲۷ بخش جزینک -) سیاستمدار و نماینده مردم زابل در سه دوره نخست مجلس شورای اسلامی است.

## تحصیلات
شهرکی تحصیلات ابتدایی خود را در زابل و مرکز آموزش کشاورزی بمپور ایرانشهر به پایان برد و سپس در دانشگاه ابوریحان بیرونی در رشته ساختمان تا مقطع لیسانس تحصیل کرد.

## فعالیت‌های اداری و سیاسی
او در ابتدا کارمند وزارت کشاورزی بود و بعد از انقلاب در دوره‌های اول، دوم و سوم مجلس شورای اسلامی از سوی مردم زابل به عنوان نماینده انتخاب شد.
او همچنین شش سال معاونت عیسی کلانتری وزیر کشاورزی، مدیرعامل سازمان تعاون روستایی، ۱۷ سال معاونت عمرانی دانشگاه آزاد کشور (دکتر جاسبی) و مسئولیت دانشگاه پیام نور زابل را برعهده داشت. شهرکی در اولین و سومین دروه اعضای شورای عالی کارشناسان رسمی دادگستری عضو این مجموعه بود.
فرزند وی کاپیتان منصور شهرکی و همسرش در سال ۱۳۹۱ در یک حادثه دزدی کشته شدند.